# Славко Милосавлевски
Славко Милосавлевски (Вратница, код Тетова, 28. јануар 1928 — Вратница, код Тетова, 14. октобар 2012) био је социолог, професор и друштвено-политички радник СР Македоније и СФР Југославије. Године 1974. разрешен је свих дужности, након смене либералног руководства СК Македоније. Након самосталности био је амбасадор Македоније у СР Југославији.

## Биографија
Рођен је 28. јануара 1928. године у селу Вратница, код Тетова. Основну школу је завршио у родном месту, а гимназију у Скопљу.
Након окупације Југославије, 1941. прикључио се Народноослободилачком покрету (НОП), а потом ступио у Шарпланински партизански одред. Године 1943. примљен је у чланство Комунистичке партије Југославије (КПЈ). Након ослобођења, до 1953. године налазио се на разним политичким дужностима у Југословенској народној армији (ЈНА).
Након демобилизације уписао је Прави факултет у Скопљу, на коме је дипломирао 1957. године. Током студија се налазио дужностима — организационог секретара Универзитетског комитета (1954), члана Градског комитета СКМ у Тетову (1955), секретара Општинског комитета СКМ у Тетову (1958) и председника Народног одбора општине у Тетову (1958).
Постдипломске студије завршио је на Институту друштвених наука у Београду 1960, а докторирао је на Правном факултету у Скопљу 1965. године. Током 1964. био је руководилац студијске групе Централног комитета СК Македоније. Од 1961. до 1965. био је предавач, од 1966. до 1971. ванредни и од 1972. до 1974. редовни професор социологије на Правном факултету у Скопљу. Био је директор Института за правно-политичка и социолошка истраживања.
На Осмом конгресу СКЈ, 1964. изабран је за члана Централног комитета СКЈ, а октобра 1966. за члана Извршног комитета ЦК СКЈ. На Петом конгресу СКМ, 1968. изабран је за секретара Секретаријата Централног комитета Савеза комуниста Македоније. На Деветом конгресу СКЈ, 1969. изабран је за члана Председништва СКЈ.
Након обрачуна са партијским руководством СК Македоније, које је заговарало либерализам, Милосавлевски је на 36. седници ЦК СКМ, јануара 1973. поднео оставку на све политичке функције. Јуна 1974. искључен је чланства СК Југославије, након чега је добио и отказ на факултету. До 1990. године живео је у политичкој изолацији.
Након економско-политичких промена, заједно са Крстом Црвенковским, био је оснивач и први председник Социјалдемократске партије Македоније, до септембра 1991. када се повукао из активне политике. Касније је био ванредни и опуномоћени амбасадор Републике Македоније у Савезној Републици Југославији, од 1996. до 2003. године.
Носилац је Партизанске споменице 1941. и других југословенских и македонских одликовања.

## Дела
- Савез комуниста и самоуправљање (1967)
- Револуција и демократија (1967)
- Изборни систем и изборна демократија у паркси (1968)
- Карактеристике развитка и деловања СК Македоније (1968)
- Социјализам и суверенитет (1971)
- Револуција и антиреволуција (1972)
- Вратница — Етно-социолошки приказ (1985)
- Контрадикције Јосипа Броза (1990)
- Страх од промена — криза политичког система у Југославија седамдесетих година (1991)
- Социологија и македонска национална свест (два тома, 1992 и 1997)
- Источна Европа између егалитаризма и демократије (1993)
- Разговор со Добрицом Ћосићем (1994)
- Два лица догађаја (1996)
- Наш поглед за време Колишевског (1996, заједно са Крстом Црвенковским)
- Албанци у Републици Македонији 1945—1995 (1997)
- Македонске контроверзе 1990—2003  (2004)
- Амбасадорски записи (2006)
- Моји савременици и ја (2007)